# Collatie

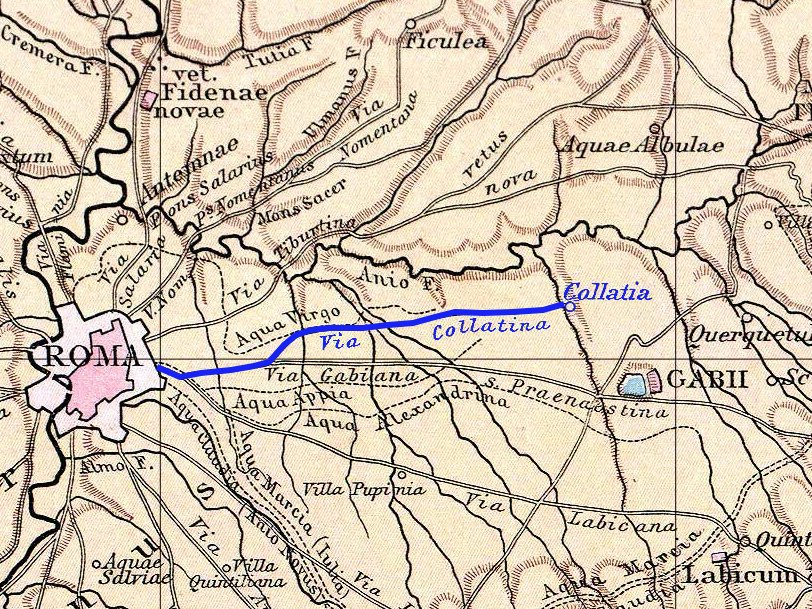
Via Collatina, de Rome à Collatie.

Collatie (Latin : Collatia) est une ancienne ville du Latium à environ 15 km au nord-est de Rome, sur un ruisseau tributaire de l'Anio, par la Via Collatina.
Virgile présente la citadelle de Collatie comme une colonie latine d'Albe-la-Longue.

Selon Tite-Live, les Sabins sont battus par Tarquin l'Ancien et contraint de demander la paix. Collatie et tout son territoire est cédé à Rome par la formule de la deditio : 

« Le roi, s'adressant aux députés, leur demanda : "Êtes-vous les députés et les orateurs envoyés par le peuple collatin, pour vous mettre, vous et le peuple de Collatie, en ma puissance ? -- Oui. -- Le peuple collatin est-il libre de disposer de lui ? -- Oui. -- Vous soumettez-vous à moi et au peuple romain, vous, le peuple de Collatie, la ville, la campagne, les eaux, les frontières, les temples, les propriétés mobilières, enfin toutes les choses divines et humaines ? -- Oui. -- Eh bien ! j'accepte en mon nom et au nom du peuple romain." »

— Tite-Live, Histoire romaine, Livre I, 37
Le gouvernement de la ville est donné à Égérius, père de Lucius Tarquinius Collatinus, qui tire son cognomen de cette cité. C'est dans cette ville, dans la maison de Tarquin Collatin, que sa femme, Lucrèce, est violée par Sextus Tarquin, fils de Tarquin le Superbe, ce qui, d'après la légende, précipite la fin de la royauté et le bannissement perpétuel des Tarquins.
Du temps de Cicéron, la ville avait perdu toute importance, ce que confirme Strabon, dans un paragraphe concernant les villes sabines, où il est écrit que Collatie et d'autres villes « formaient, non pas comme aujourd'hui de simples bourgades, ou même de simples propriétés particulières, mais autant de petites cités ». Pline l'Ancien la signale comme une ville perdue du Latium : « Il y avait jadis, appartenant à la première région, dans le Latium, des villes célèbres, […liste de villes…] Collatia […liste de villes…] en tout, 53 peuples de l'ancien Latium qui ont disparu sans laisser de traces ».

#### Sources anciennes
- Virgile, Énéide, chant VI, 774, sur le site de l'Université de Louvain ;
- Tite-Live, Histoire romaine, livre I, sur le site de l'Université de Louvain ;
- Cicéron, De la loi agraire, discours 2, 35, sur le site de The Roman Law Library ;
- Strabon, livre V, 3, sur le site de Méditerranées ;
- Pline l'Ancien, Histoire naturelle, livre XXXIV, sur le site de Philippe Remacle.